# آل ليتسون
آل ليتسون (بالإنجليزية: Al Letson)‏ (ولد في 8 أغسطس 1972) هو شاعر أمريكي وكاتب مسرحي، مذيع وقدم برامج إذاعية. وهو يقدم وينتج برنامج الولاية المتحدة [الإنجليزية] الذي وزعته الإذاعة الوطنية العامة.

## حياته وسيرته
ولد ليتسون في بلينفيلد، نيو جيرسي [الإنجليزية]، وهو نجل وزير. في سن الثانية عشرة انتقل مع عائلته إلى بارك اورانج، فلوريدا، إحدى ضواحي مدينة جاكسونفيل. عندما كان مراهقا أصبح مهتما في تسجيل هوب، وإنفاق الكثير من وقت فراغه في الاستوديو والمشاركة في موسيقى وفنون ومشهد جاكسونفيل. بعد تخرجه من مدرسة ثانوية بارك أورانج، تولى وظيفة مضيف في شركة الخطوط الجوية الأمريكية، والسماح له بالمشاركة في البطولات الأربع للشعر في جميع أنحاء البلاد.
في عام 2000 فاز في أتلانتا البطولات الأربع الكبرى بالمركز الثالث في المسابقة الوطنية للشعر الأربع الكبرى.في عام 2006 ظهر في حلقة من مسلسلة اتش بي او.
في منتصف عام 2013، انجز أول تسجيل صوتي في وقت مبكر كمذيع رئيس تشريفات للروايات القادمة تقليديا وكذلك فيلم الرسوم المتحركة، Dawgtown، وحاليا في لوحة القصة، ويجري تمويلها على إنديجوجو، بعد محاولة فاشلة من الأخيرة على كيك ستارتر.